# フルベンダゾール
フルベンダゾール（英: flubendazole）は、ベンツイミダゾール系に属する抗寄生虫薬のひとつ。円虫目や回虫目線虫の駆除を目的として各種の家畜に使用される動物用医薬品。日本ではヒト用医薬品として承認されていない。メベンダゾールのフルオロ類縁体である。